# Euphorbia paniculata
Euphorbia paniculata är en törelväxtart som beskrevs av René Louiche Desfontaines. Euphorbia paniculata ingår i släktet törlar, och familjen törelväxter. IUCN kategoriserar arten globalt som livskraftig.

## Underarter
Arten delas in i följande underarter:
- E. p. monchiquensis
- E. p. paniculata
- E. p. welwitschii

## Bildgalleri

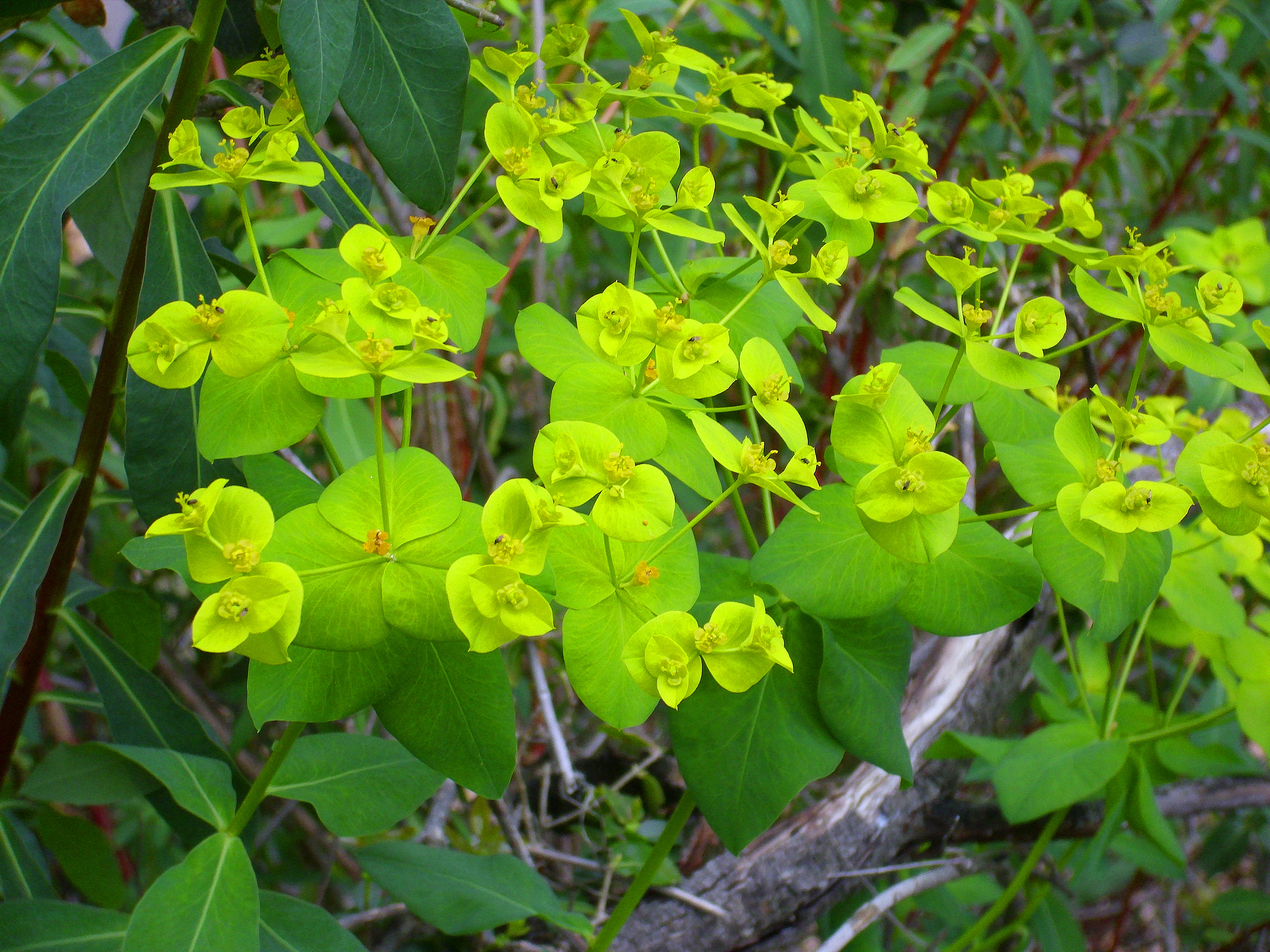